# Lauthia spinigerella
Lauthia spinigerella är en tvåvingeart som beskrevs av Boris Mamaev 1967. Lauthia spinigerella ingår i släktet Lauthia och familjen gallmyggor. Inga underarter finns listade i Catalogue of Life.